# Red Blooded Woman
"Red Blooded Woman" là bài hát của nữ nghệ sĩ thu âm người Úc Kylie Minogue, trích từ album phòng thu thứ 9 Body Language (2003). Được sáng tác bởi Johnny Douglas và Karen Poole với phần sản xuất do Douglas đảm nhận, đây là một bài hát mang giai điệu hip hop và synthpop. Bài hát chứa một đoạn hook "Boy! Boy!" ghi hiệu ứng và giọng nền hợp xướng. Bài hát phát hành rộng rãi dưới dạng đĩa đơn thứ hai của album bởi hãng thu âm Parlophone vào ngày 1 tháng 3 năm 2004.
Các đánh giá đến bài hát đa phần là tích cực bởi các nhà phê bình âm nhạc, với nhiều lời khen ngợi phần sản xuất và so sánh với các nghệ sĩ Mỹ khác như Justin Timberlake hay Timbaland. Về mặt thương mại, đĩa đơn thể hiện tương đối tốt trên các thị trường trọng tâm của Minogue, khi mở đầu trong top 5 bảng xếp hạng đĩa đơn tại Úc và Anh Quốc. Bài hát còn vươn đến top 10 tại nhiều quốc gia như Đan Mạch và Ý, trong khi đạt đến top 20 tại Đức và New Zealand. Bài hát chứng nhận đĩa Vàng bởi Hiệp hội Công nghiệp ghi âm New Zealand (RIANZ) cho doanh số 7.500 bản.
Video âm nhạc của "Red Blooded Woman" do Jake Nava đạo diễn và xuất hiện cảnh Minogue khiêu vũ theo bài hát tại nhiều nơi như điểm tắc đường hay trước một chiếc xe tải. Minogue từng trình diễn bài hát trong đêm nhạc cố định Money Can't Buy và các chương trình truyền hình như Late Show with David Letterman và Top of the Pops. Bài hát còn xuất hiện trong các chuyến lưu diễn Showgirl: The Greatest Hits Tour, Showgirl: The Homecoming Tour và For You, For Me của Minogue.

## Bối cảnh sáng tác và phát hành
Sau thành công toàn cầu của album phòng thu thứ 8 Fever, Minogue bắt tay thực hiện album phòng thu thứ 9 Body Language. Với mong muốn sáng tạo một album dance-pop lấy cảm hứng từ nhạc điện tử thập niên 1980, Minogue tập hợp một nhóm cộng tác viên như Johnny Douglas (người từng hợp tác trong Light Years) và Karen Poole. Cả hai cùng nhau sáng tác "Red Blooded Woman", trong khi Douglas đảm nhận vai trò sản xuất bài hát. Bài hát phát hành làm đĩa đơn thứ hai trích từ Body Language trên toàn cầu vào ngày 1 tháng 3 năm 2004. Tại Anh Quốc, bài hát phát hành ngày 10 tháng 3 năm 2004.
"Red Blooded Woman" là bài hát mang giai điệu hip hop và synthpop, hai thể loại mới mà Minogue thể nghiệm trong album lần này. Bài hát có chứa đoạn hook ghi hiệu ứng "Boy! Boy!" và "la la la ngọt lịm" lặp lại liên tục trong đoạn dẫn. Theo Sal Cinquemani từ Slant Magazine, một đoạn nam hợp xướng cũng xuất hiện trong giọng nền theo lối "hồn ma". Giống như nhiều bài hát trích từ album, "Red Blooded Woman" có ngụ ý đến dòng nhạc thập niên 1980: câu hát "You got me spinning round, round, round, round like a record" nhắc đến bài hát năm 1985 "You Spin Me Round (Like a Record)" của ban nhạc Vương quốc Anh Dead or Alive. Các bản phối lại của những nghệ sĩ nhạc điện tử người Anh Narcotic Thrust và Whitey còn góp mặt trong phiên bản đĩa đơn ảnh 12-inch.

## Tiếp nhận

### Đánh giá chuyên môn
Nhà phê bình Keith Claufield từ Billboard xem bài hát là điểm nhấn của album và gọi đây là "người anh em họ của 'Cry Me a River' của Justin Timberlake." Trên tờ NME, John Robinson cảm thấy "Red Blooded Woman" tốt hơn đĩa đơn đầu tiên của album, "Slow" và gọi đây là "dòng nhạc pop cao cấp ưu tú trong một đĩa đơn theo phong cách của Justin Timberlake hay Sugababes." Adrien Begrand từ PopMatters cảm mến với "nhịp nghe gần giống như nhạc garage" và đề cao câu hát "You'll never get to Heaven if you're scared of getting high." Giống như Shawhan, Sal Cinquemani từ Slant Magazine so sánh phần sản xuất bài hát với nhạc sĩ Timbaland. Đoạn hook "Boy! Boy" và phong cách synthpop của bài hát được tạp chí Spin khen ngợi, khi cảm thấy chúng "chứng minh rằng ngay cả ở thế kỷ 21, Kylie vẫn vừa vặn với [âm nhạc] thập niên 80."

### Diễn biến thương mại
"Red Blooded Woman" mở màn và đạt đến vị trí thứ 4 trên ARIA Singles Chart tại Úc. Tuần lễ tiếp theo, bài hát rơi khỏi top 10 tại vị trí thứ 11. Bài hát chỉ có tổng cộng 5 tuần xếp hạng. Tại New Zealand, bài hát lọt vào bảng xếp hạng đĩa đơn tại vị trí thứ 34 và sau đó vươn đến vị trí thứ 19. Bài hát xếp hạng trong 12 tuần lễ và nhận chứng nhận đĩa Vàng bởi Hiệp hội Công nghiệp ghi âm New Zealand (RIANZ) khi chạm mốc doanh số 7.500 bản.
Tại châu Âu, bài hát đạt đến top 20 tại nhiều quốc gia. Tại Đan Mạch và Ý, "Red Blooded Woman" đều vươn lên vị trí thứ 10 và xuất hiện ở top 20 suốt 3 tuần lễ. Tại Đức, bài hát đạt đến vị trí thứ 16 và trụ hạng tổng cộng 10 tuần lễ. Bài hát còn mở đầu tại vị trí thứ 8 trên Spanish Singles Chart trước khi rơi xuống vị trí thứ 9 trong tuần lễ kế tiếp, hoàn thành xếp hạng trong vòng 4 tuần lễ. Tại Thụy Sĩ, "Red Blooded Woman" xếp hạng cao hơn đĩa đơn "Slow", vươn đến vị trí thứ 15 trên Schweizer Hitparade. "Red Blooded Woman" mở màn tại vị trí thứ 5 ở UK Singles Chart, đánh dấu bài hát ăn khách đạt đến top 10 thứ 26 trong sự nghiệp của Minogue tại Anh Quốc. Bài hát đạt thành công vừa phải khi trụ hạng trong top 40 suốt 9 tuần.

## Quảng bá

### Video âm nhạc
Video âm nhạc cho "Red Blooded Woman" được Jake Nava, một nam đạo diễn người Anh từng hợp tác với các nghệ sĩ như Beyoncé và Kelis, thực hiện. Video ghi hình tại Los Angeles, California vào tháng 12 năm 2003. Video bắt đầu tại một điểm tắc đường, nơi Minogue được nhìn thấy khi đang hát trong chiếc xe ô tô, với góc máy tập trung vào mắt và môi của cô. Cô mặc một chiếc áo may ô trắng đen, một chiếc áo nịt hông bằng satanh, chiếc quần jean với tua rua bằng dây xích và một chiếc áo khoác nhẹ lông cừu màu đen. Vài giây sau, cô bước ra khỏi xe và tiến đến chiếc xe tải. Khi leo lên chiếc thang xe tải, Minogue bắt đầu nhảy một cách gợi cảm trong đoạn điệp khúc. Cô sau đó lại bước trên đường cùng hai chú chó Dobermann khi chúng thoát khỏi xe. Sau khi bước vào ghế sau của một chiếc xe khác, Minogue tìm thấy một chiếc váy đỏ và mặc nó khi nhiều người nhìn cô từ bên ngoài xe. Trong đoạn điệp khúc, Minogue nhảy cùng một nhóm vũ công tại một địa điểm khác. Cô lúc này diện một chiếc áo giáp ngực màu vàng bên dưới chiếc váy màu hồng phấn được thiết kế bởi thương hiệu Balenciaga. Video trở lại cảnh tại con đường, nơi Minogue bước vào một chiếc xe tải. Tiếp đến, cô nhảy trong nhiều bộ quần áo khác nhau trong ánh đèn mờ, bao gồm bộ bikini đen, và găng tay đen. Dù vậy, cô rời khỏi chiếc xe tải trong cùng một trang phục đỏ mà cô khoác trước đó. Phần còn lại của video là những cảnh Minogue nhảy bên trong và bên ngoài chiếc xe tải, trên xe ô tô cùng các vũ công và gần một đoàn các người điều khiển xe máy xuất hiện chớp nhoáng rải rác.

### Trình diễn trực tiếp

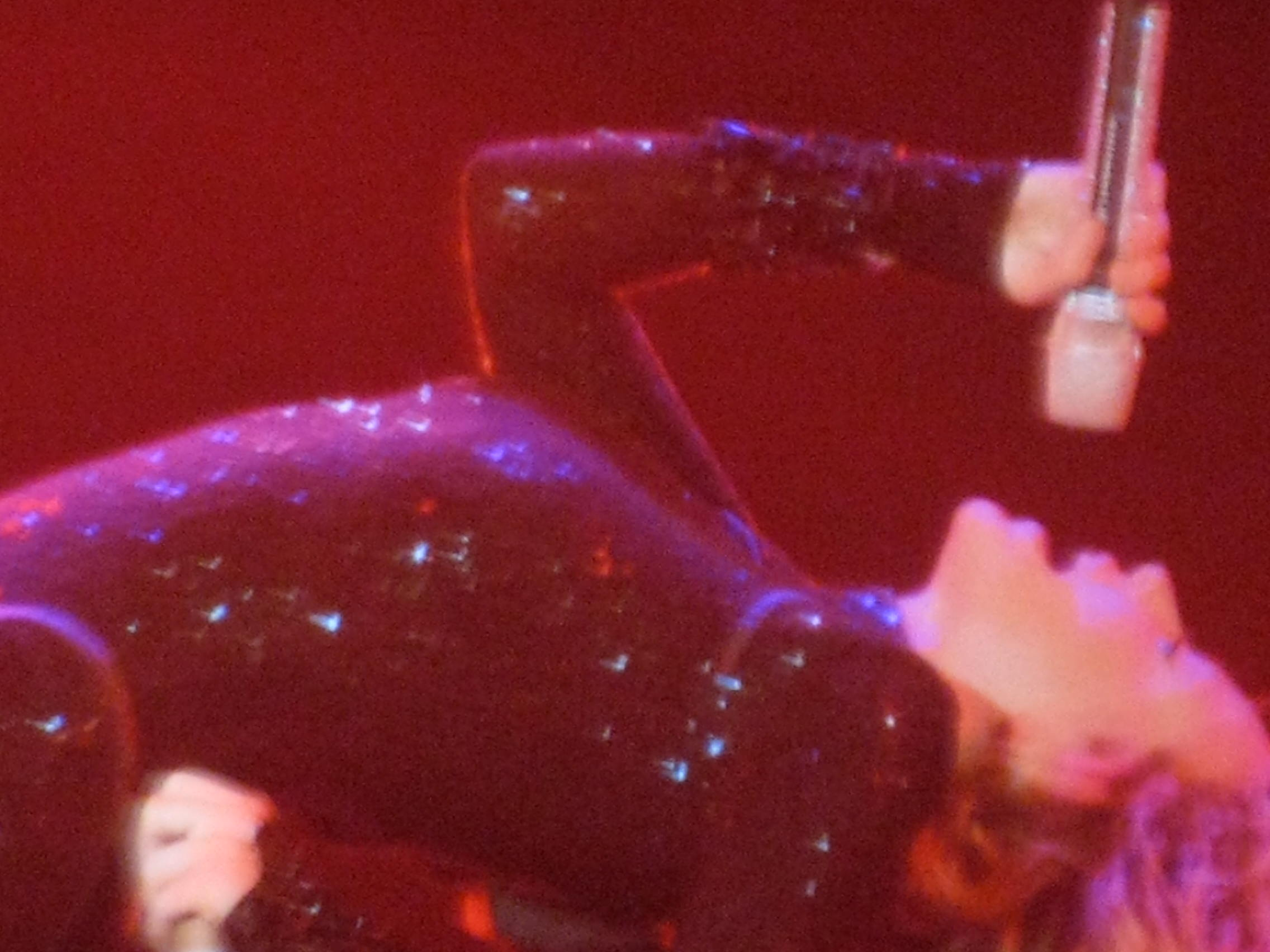
Minogue đang trình bày "Red Blooded Woman" trong chuyến lưu diễn For You, For Me 2009.

"Red Blooded Woman" xuất hiện ở màn đầu tiên, "Paris by Night" trong đêm nhạc cố định Money Can't Buy quảng bá cho Body Language vào ngày 15 tháng 11 năm 2003 tại nhà hát giải trí Hammersmith Apollo, Luân Đôn. Vào ngày 20 tháng 2 năm 2004, cô xuất hiện trong chương trình xếp hạng âm nhạc truyền hình Anh Quốc Top of the Pops để trình bày bài hát này. Minogue tiếp tục trình bày "Red Blooded Woman" tại giải thưởng âm nhạc Đức, ECHO Awards, vào ngày 6 tháng 3 năm 2004.
"Red Blooded Woman" xuất hiện trong chuyến lưu diễn Showgirl: The Greatest Hits Tour vào năm 2005 của Minogue. Cô không thể hoàn thành chuyến lưu diễn vì được chẩn đoán mắc bệnh ung thư vú và phải hủy các đêm diễn tại Úc. Sau khi trải qua các cuộc điều trị, cô trở lại chuyến lưu diễn dưới cái tên Showgirl: The Homecoming Tour vào năm 2007. Năm 2009, cô trình bày bài hát trong chuyến lưu diễn đầu tiên của mình tại Bắc Mỹ, For You, For Me. Các màn trình diễn của bài hát này trong cả ba chuyến lưu diễn đều có chứa một đoạn trích dẫn từ "Where the Wild Roses Grow" và mở màn bởi một phân đoạn các vũ công nam đang tắm.

## Định dạng và danh sách bài hát
| - CD đĩa đơn (Parlophone) 1. "Red Blooded Woman" – 4:21 2. "Almost a lover" – 3:40 - Maxi CD phiên bản có hạn tại Úc (Mushroom) 1. "Red Blooded Woman" – 4:21 2. "Almost a lover" – 3:40 3. "Cruise Control" – 4:55 4. "Slow" (bản phối lại Chemical Brothers) – 7:15 5. "Red Blooded Woman" (bản phối của Whitey) – 5:22 6. "Red Blooded Woman"(Video âm nhạc) – 4:25 | - Maxi CD (Parlophone) 1. "Red Blooded Woman" – 4:21 2. "Cruise Control" – 4:55 3. "Slow" (bản phối lại của Chemical Brothers) – 7:15 - Đĩa đơn ảnh 12-inch (Parlophone) 1. "Red Blooded Woman" (bản phối của Whitey) – 5:20 2. "Slow" (bản phối lại của Chemical Brothers) – 7:15 3. "Red Blooded Woman" (bản phối của Narcotic Thrust) – 7:10 |  |

## Xếp hạng và chứng nhận doanh số
| Bảng xếp hạng (2004)                      | Thứ hạng cao nhất |
| ----------------------------------------- | ----------------- |
| Úc (ARIA)                                 | 4                 |
| Áo (Ö3 Austria Top 40)                    | 23                |
| Bỉ (Ultratop 50 Flanders)                 | 29                |
| Bỉ (Ultratop 50 Wallonia)                 | 20                |
| Đan Mạch (Tracklisten)                    | 10                |
| Phần Lan (Suomen virallinen lista)        | 12                |
| Pháp (SNEP)                               | 33                |
| Đức (GfK)                                 | 16                |
| Hy Lạp (IFPI Greece)                      | 14                |
| Hungary (Rádiós Top 40)                   | 21                |
| Ireland (IRMA)                            | 9                 |
| Ý (FIMI)                                  | 10                |
| Hà Lan (Single Top 100)                   | 21                |
| New Zealand (Recorded Music NZ)           | 19                |
| Ba Lan (Polish Singles Chart)             | 11                |
| Tây Ban Nha (PROMUSICAE)                  | 8                 |
| Thụy Điển (Sverigetopplistan)             | 28                |
| Thụy Sĩ (Schweizer Hitparade)             | 15                |
| Anh Quốc (OCC)                            | 5                 |
| Hoa Kỳ Dance Club Songs (Billboard)       | 24                |
| Hoa Kỳ Dance/Mix Show Airplay (Billboard) | 1                 |

| Quốc gia                                                                           | Chứng nhận | Số đơn vị/doanh số chứng nhận |
| ---------------------------------------------------------------------------------- | ---------- | ----------------------------- |
| New Zealand (RMNZ)                                                                 | Vàng       | 5.000*                        |
| * Chứng nhận dựa theo doanh số tiêu thụ. ^ Chứng nhận dựa theo doanh số nhập hàng. |            |                               |